# Everly
Pour les articles homonymes, voir Everly (homonymie).
Everly est une commune française située dans le département de Seine-et-Marne en région Île-de-France.

## Géographie

### Localisation
Le village est situé à 14 km au sud de Provins et à 26 km au nord-est de Montereau-Fault-Yonne.

### Communes limitrophes
|                       | Chalmaison     | Gouaix  |
| Les Ormes-sur-Voulzie | Everly         |         |
|                       | Mouy-sur-Seine | Jaulnes |

### Relief et géologie
La commune est située dans la plaine alluviale boisée et marécageuse de la Bassée. L'altitude varie de 54 mètres à 81 mètres pour le point le plus haut , le centre du bourg se situant à environ 66 mètres d'altitude (mairie).
Elle est classée en zone de sismicité 1, correspondant à une sismicité très faible.

### Hydrographie

#### Réseau hydrographique

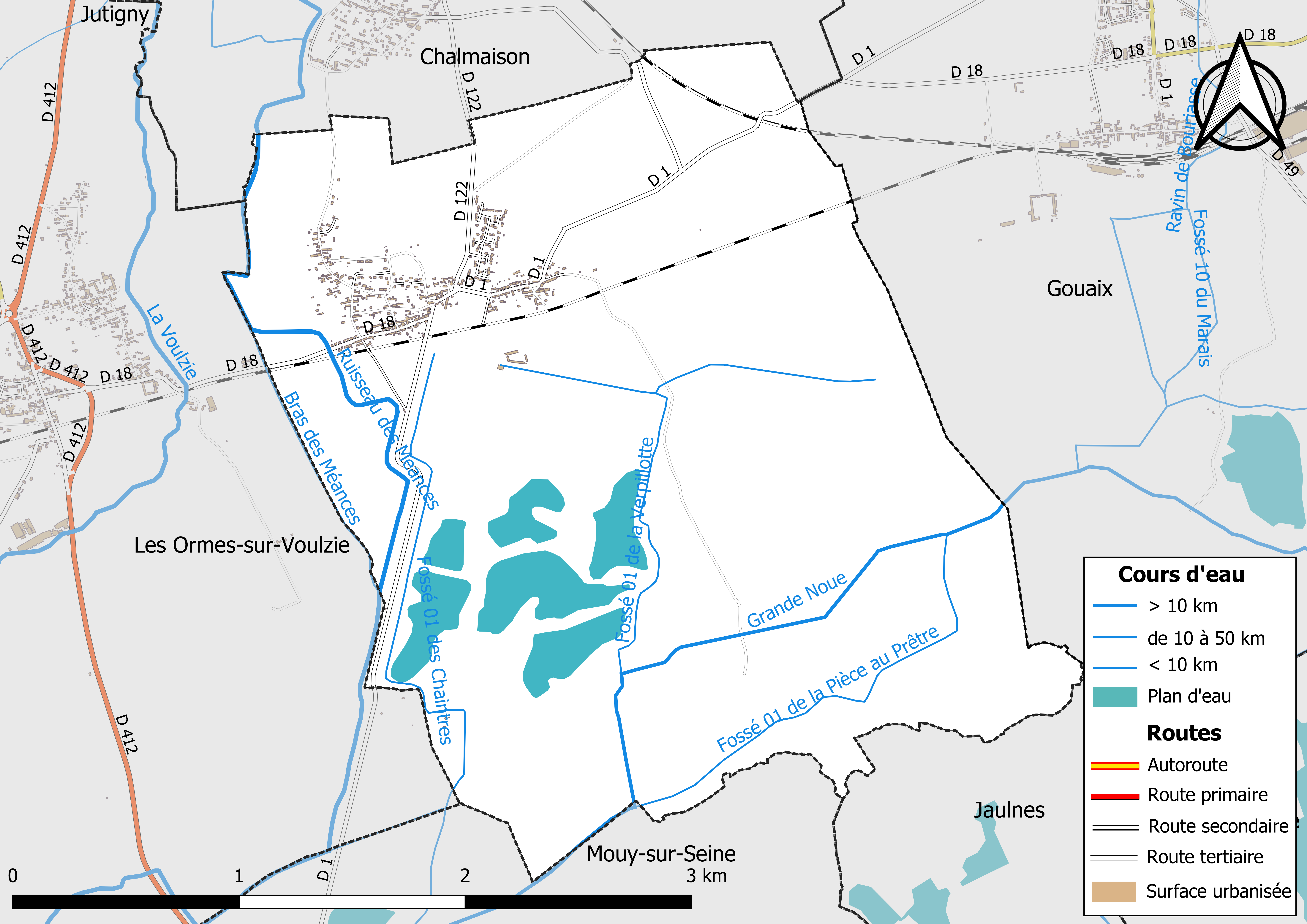
Carte des réseaux hydrographique et routier d'Everly.

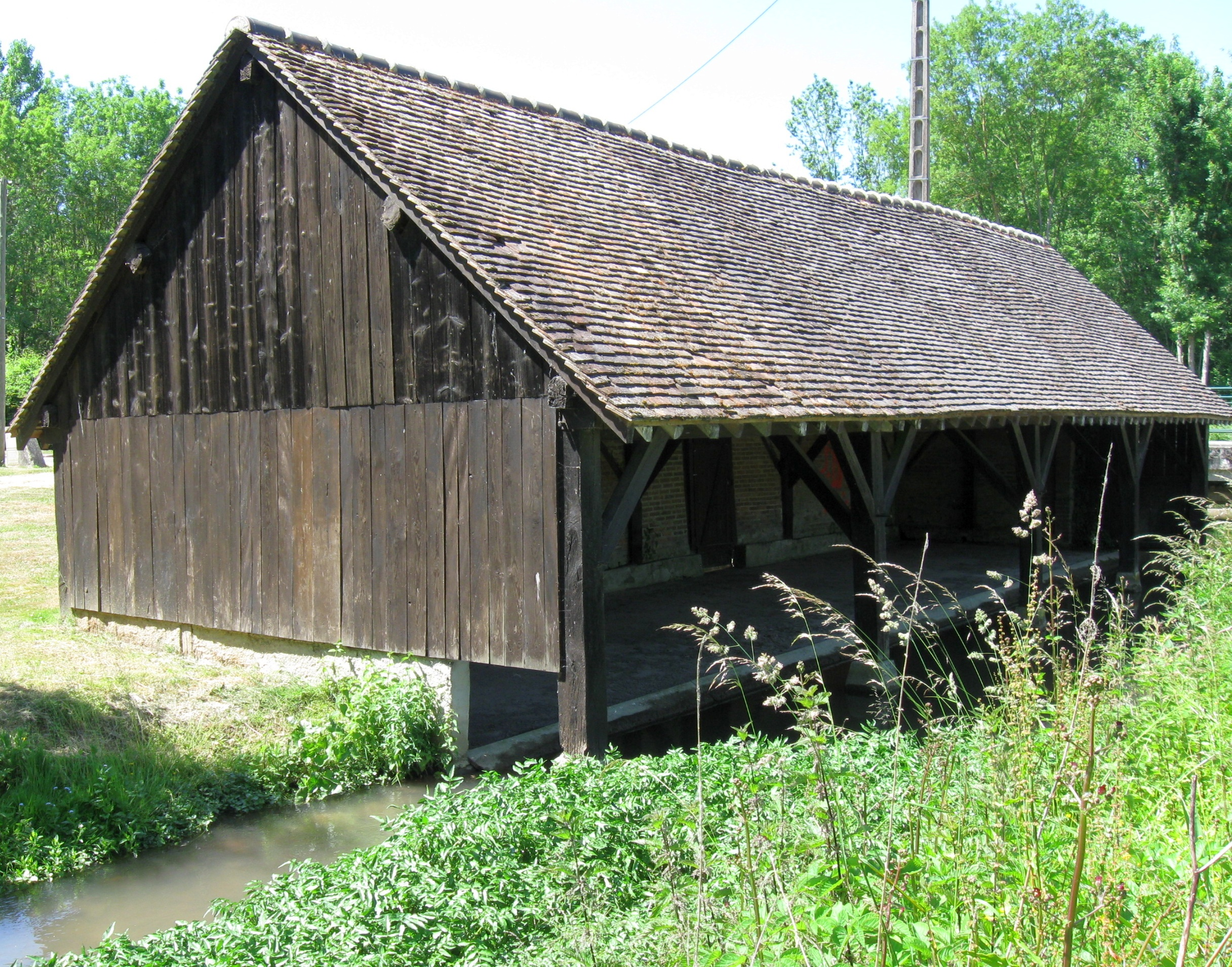
Lavoir sur le ru des Méances.

Le réseau hydrographique de la commune se compose de sept cours d'eau référencés :
- le ruisseau des Méances, long de 27,14 km[3], affluent de la Seine en rive droite, ainsi que :
  - un bras de 1,34 km[4] ;
  - le fossé 01 des Chaintres, canal de 3,04 km[5], conflue avec le ruisseau des Méances ;
  - la Grande Noue d'Hermé, longue de 21,61 km[6], affluent du ruisseau des Méances ;
    - le fossé 01 de la Pièce au Prêtre, canal de 2,17 km[7], et ;
    - le fossé 01 de la Verpillotte, canal de 2,14 km[8], qui confluent avec la  Grande Noue d'Hermé ;
      - le fossé 01 de la Pâture du Mée, canal de 1,02 km[9], qui conflue avec le fossé 01 de la Verpillotte.

La longueur totale des cours d'eau sur la commune est de 13,60 km.

#### Gestion des cours d'eau
Afin d’atteindre le bon état des eaux imposé par la Directive-cadre sur l'eau du 23 octobre 2000, plusieurs outils de gestion intégrée s’articulent à différentes échelles : le SDAGE, à l’échelle du bassin hydrographique, et le SAGE, à l’échelle locale. Ce dernier fixe les objectifs généraux d’utilisation, de mise en valeur et de protection quantitative et qualitative des ressources en eau superficielle et souterraine. Le département de Seine-et-Marne est couvert par six SAGE, au sein du bassin Seine-Normandie.
La commune fait partie du SAGE « Bassée Voulzie », en cours d'élaboration en décembre 2020. Le territoire de ce SAGE concerne 144 communes dont 73 en Seine-et-Marne, 50 dans l'Aube, 15 dans la Marne et 6 dans l'Yonne, pour une superficie de 1 710 km2,. Le pilotage et l’animation du SAGE sont assurés par Syndicat Mixte Ouvert de l’eau potable, de l’assainissement collectif, de l’assainissement non collectif, des milieux aquatiques et de la démoustication (SDDEA), qualifié de « structure porteuse ».

### Climat
Pour des articles plus généraux, voir Climat de l'Île-de-France et Climat de Seine-et-Marne.
En 2010, le climat de la commune est de type climat océanique dégradé des plaines du Centre et du Nord, selon une étude du CNRS s'appuyant sur une série de données couvrant la période 1971-2000. En 2020, Météo-France publie une typologie des climats de la France métropolitaine dans laquelle la commune est exposée à un climat océanique altéré et est dans la région climatique Nord-est du bassin Parisien, caractérisée par un ensoleillement médiocre, une pluviométrie moyenne régulièrement répartie au cours de l’année et un hiver froid (3 °C).
Pour la période 1971-2000, la température annuelle moyenne est de 10,9 °C, avec une amplitude thermique annuelle de 15,9 °C. Le cumul annuel moyen de précipitations est de 729 mm, avec 11,4 jours de précipitations en janvier et 7,5 jours en juillet. Pour la période 1991-2020, la température moyenne annuelle observée sur la station météorologique la plus proche, située sur la commune de Voulton à 18 km à vol d'oiseau, est de 11,3 °C et le cumul annuel moyen de précipitations est de 740,8 mm,. Pour l'avenir, les paramètres climatiques de la commune estimés pour 2050 selon différents scénarios d'émission de gaz à effet de serre sont consultables sur un site dédié publié par Météo-France en novembre 2022.

### Milieux naturels et biodiversité

#### Espaces protégés
La protection réglementaire est le mode d’intervention le plus fort pour préserver des espaces naturels remarquables et leur biodiversité associée,.
Un  espace protégé est présent sur la commune : 
la réserve naturelle nationale de « La Bassée », d'une superficie de 867 ha, la plus grande d’Île de France. Elle englobe une mosaïque de milieux, étroitement liés à la dynamique de la Seine et des noues, qui abrite un patrimoine naturel d'exception,.

#### Réseau Natura 2000

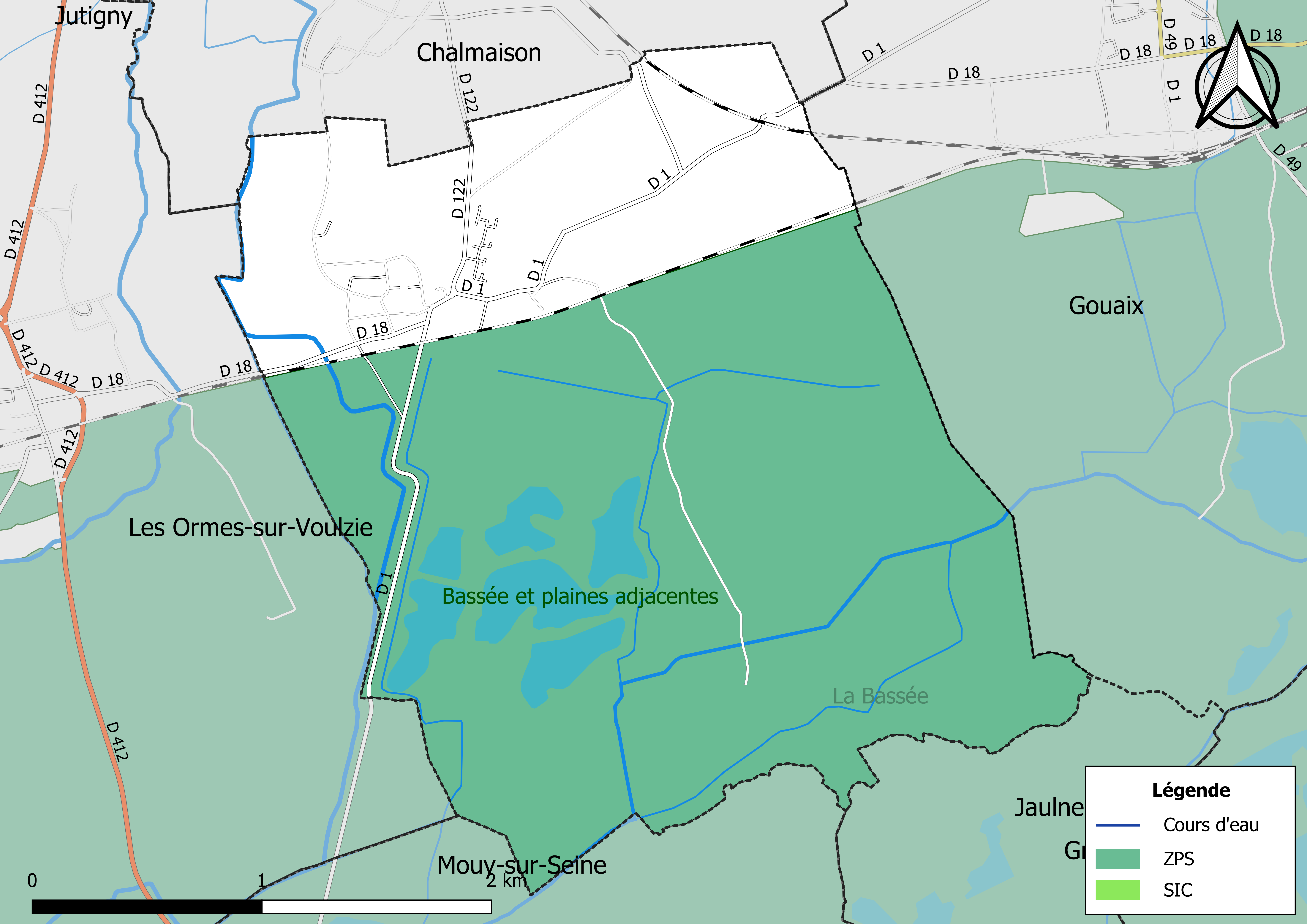
Sites Natura 2000 sur le territoire communal.

Le réseau Natura 2000 est un réseau écologique européen de sites naturels d’intérêt écologique élaboré à partir des Directives « Habitats » et « Oiseaux ». Ce réseau est constitué de Zones spéciales de conservation (ZSC) et de Zones de protection spéciale (ZPS). Dans les zones de ce réseau, les États Membres s'engagent à maintenir dans un état de conservation favorable les types d'habitats et d'espèces concernés, par le biais de mesures réglementaires, administratives ou contractuelles.
Un site Natura 2000 a été défini sur la commune au titre de la « directive Habitats », : 
- la « Bassée », d'une superficie de 1 403 ha, une vaste plaine alluviale de la Seine. Elle abrite la plus grande et l’une des dernières forêts alluviales du Bassin parisien ainsi qu’un ensemble relictuel de prairies humides[26],[27] ;

et un  au titre de la « directive Oiseaux » :  
- la « Bassée et plaines adjacentes », d'une superficie de 27 643 ha, une vaste plaine alluviale de la Seine bordée par un coteau marqué au nord et par un plateau agricole au sud. Elle abrite une importante diversité de milieux qui conditionnent la présence d’une avifaune très riche[28],[29].

#### Zones naturelles d'intérêt écologique, faunistique et floristique
L’inventaire des zones naturelles d'intérêt écologique, faunistique et floristique (ZNIEFF) a pour objectif de réaliser une couverture des zones les plus intéressantes sur le plan écologique, essentiellement dans la perspective d’améliorer la connaissance du patrimoine naturel national et de fournir aux différents décideurs un outil d’aide à la prise en compte de l’environnement dans l’aménagement du territoire.
Le territoire communal d'Everly comprend trois ZNIEFF de type 1,, : 
- la « La Pature du Mée » (70,02 ha), couvrant 2 communes du département[31] ;
- les « plans d'eau des Chaintres à Everly » (152,61 ha)[32] ;
- la « Reserve de la Bassée et Abords » (1 062,13 ha), couvrant 8 communes du département[33] ;

et un ZNIEFF de type 2,, 
la « vallée de la Seine entre Montereau et Melz-sur-Seine (Bassee) » (14 216,75 ha), couvrant 26 communes du département.

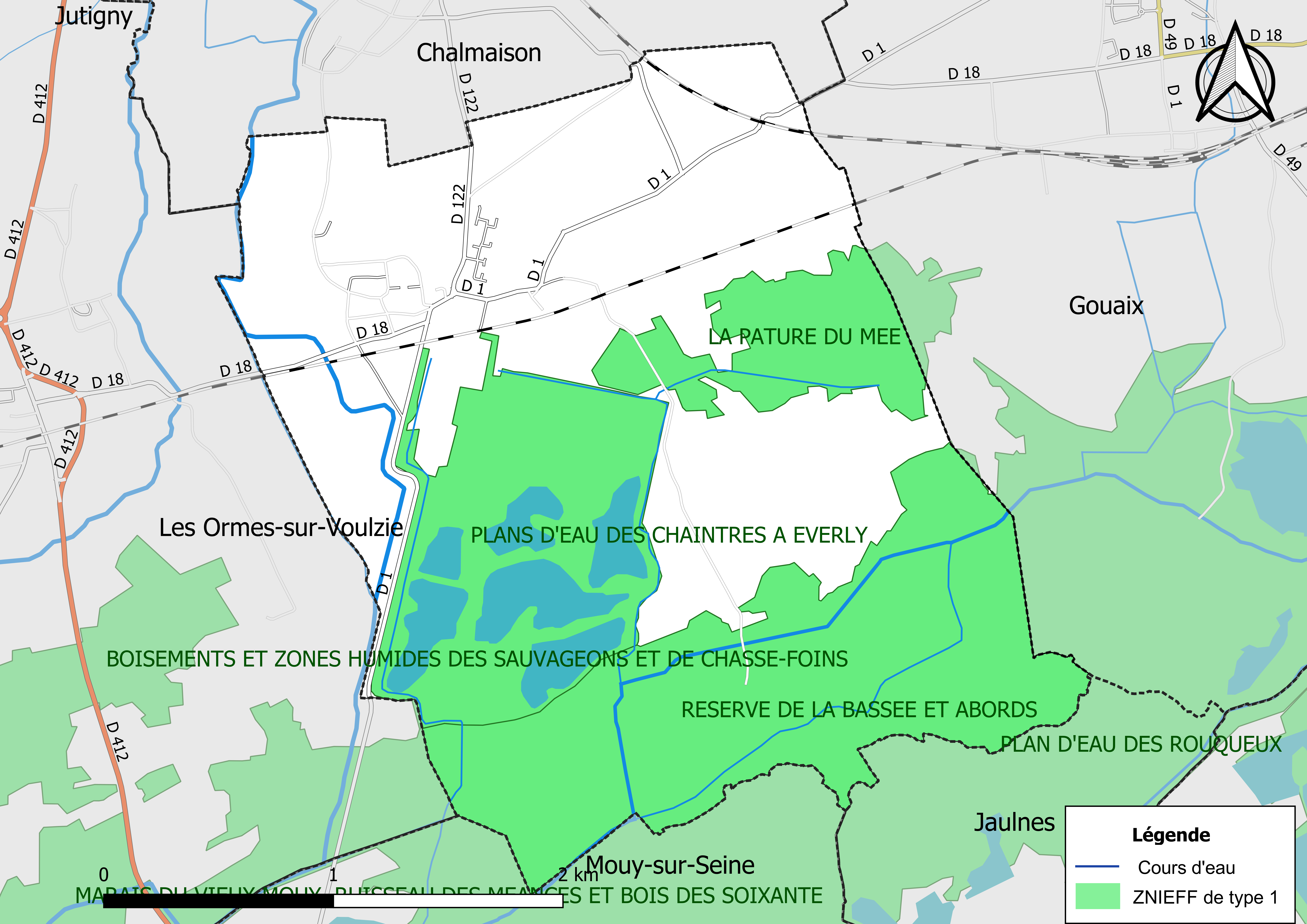
Carte des ZNIEFF de type 1 de la commune.
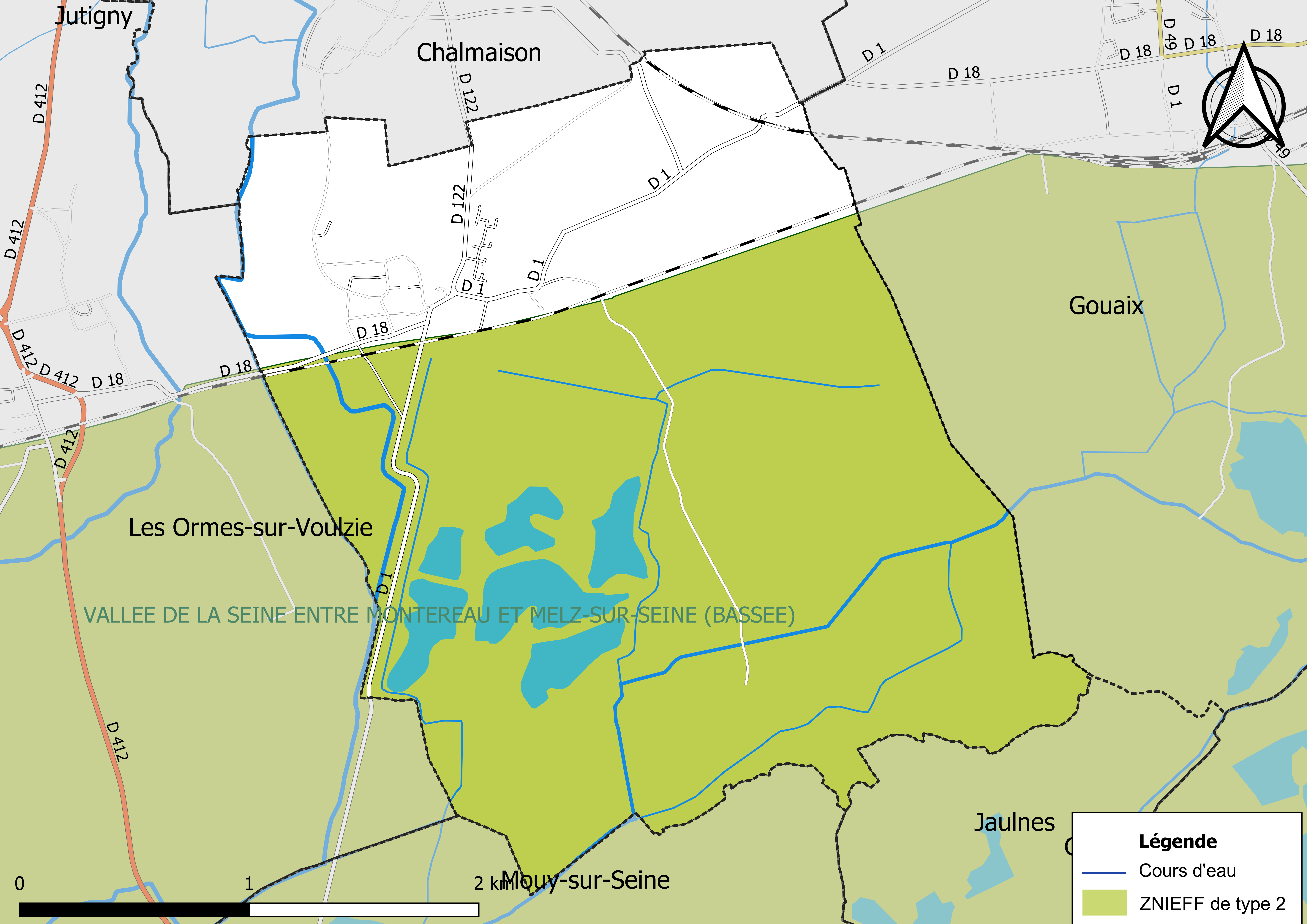
Carte des ZNIEFF de type 2 de la commune.

## Urbanisme

### Typologie
Au 1er janvier 2024, Everly est catégorisée commune rurale à habitat dispersé, selon la nouvelle grille communale de densité à sept niveaux définie par l'Insee en 2022.
Elle est située hors unité urbaine. Par ailleurs la commune fait partie de l'aire d'attraction de Paris, dont elle est une commune de la couronne,. Cette aire regroupe 1 929 communes,.

### Lieux-dits et écarts
La commune compte 87 lieux-dits administratifs répertoriés consultables ici (source : le fichier Fantoir) dont la Haie (ferme).

### Occupation des sols
L'occupation des sols de la commune, telle qu'elle ressort de la base de données européenne d’occupation biophysique des sols Corine Land Cover (CLC), est marquée par l'importance des forêts et milieux semi-naturels (47,5 % en 2018), en augmentation par rapport à 1990 (46,3 %). La répartition détaillée en 2018 est la suivante : 
forêts (47,5% ), terres arables (38,3% ), eaux continentales (8,7% ), zones urbanisées (5,5 %).
Parallèlement, L'Institut Paris Région, agence d'urbanisme de la région Île-de-France, a mis en place un inventaire numérique de l'occupation du sol de l'Île-de-France, dénommé le MOS (Mode d'occupation du sol), actualisé régulièrement depuis sa première édition en 1982. Réalisé à partir de photos aériennes, le Mos distingue les espaces naturels, agricoles et forestiers mais aussi les espaces urbains (habitat, infrastructures, équipements, activités économiques, etc.) selon une classification pouvant aller jusqu'à 81 postes, différente de celle de Corine Land Cover,,. L'Institut met également à disposition des outils permettant de visualiser par photo aérienne l'évolution de l'occupation des sols de la commune entre 1949 et 2018.

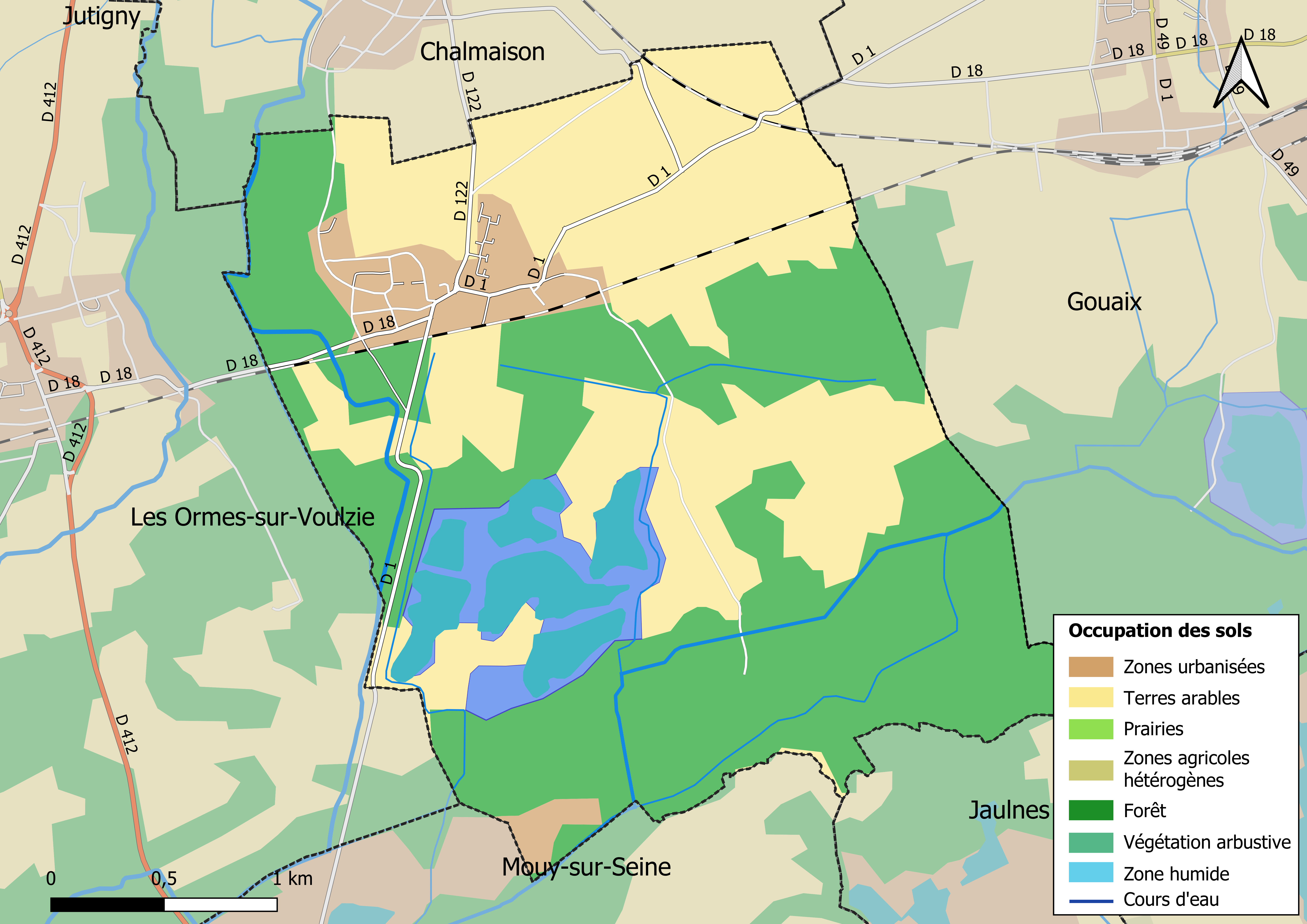
Carte des infrastructures et de l'occupation des sols en 2018 (CLC) de la commune.
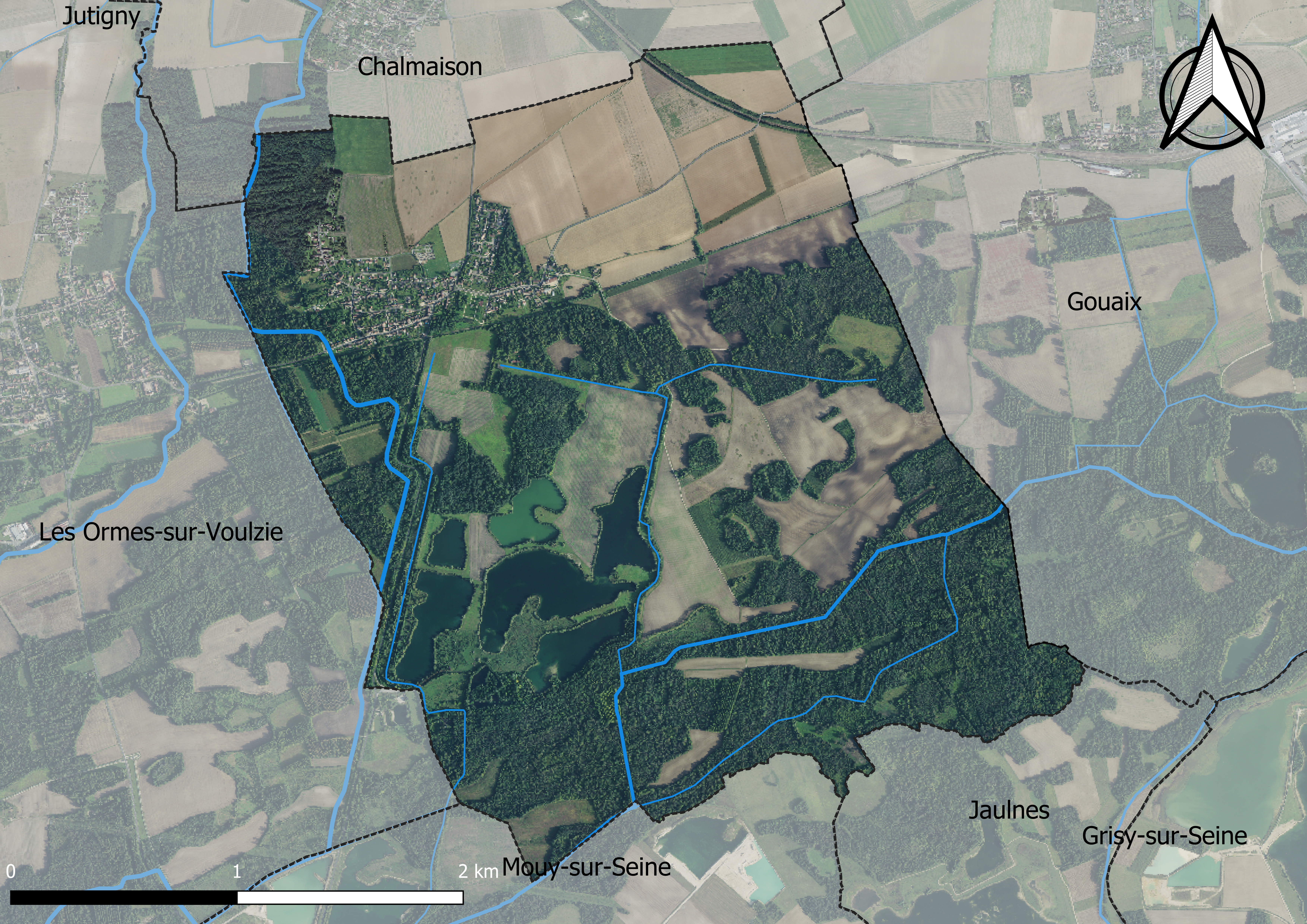
Carte orhophotogrammétrique de la commune.

### Planification
La loi SRU du 13 décembre 2000 a incité les communes à se regrouper au sein d’un établissement public, pour déterminer les partis d’aménagement de l’espace au sein d’un SCoT, un document d’orientation stratégique des politiques publiques à une grande échelle et à un horizon de 20 ans et s'imposant aux documents d'urbanisme locaux, les PLU (Plan local d'urbanisme). La commune est dans le territoire du SCOT Grand Provinois, dont le projet a été arrêté le 29 janvier 2020, porté par le syndicat mixte d’études et de programmation (SMEP) du Grand Provinois, qui regroupe les Communautés de Communes du Provinois et de Bassée-Montois, soit 82 communes.
La commune disposait en 2019 d'un plan local d'urbanisme approuvé. Le zonage réglementaire et le règlement associé peuvent être consultés sur le Géoportail de l'urbanisme.

### Logement
En 2016, le nombre total de logements dans la commune était de 285 dont 99,3 % de maisons et 0,7 % d'appartements.
Parmi ces logements, 81,8 % étaient des résidences principales, 15,4 % des résidences secondaires et 2,8 % des logements vacants.
La part des ménages fiscaux propriétaires de leur résidence principale s'élevait à 89,6 % contre 9,1 % de locataires et 1,3 % logés gratuitement.

### Voies de communication et transports
- La commune est traversée par la ligne de chemin de fer de Flamboin-Gouaix à Montereau, réhabilitée en 2011 pour le passage de trains de fret (granulats et éventuellement céréales) ;
- L'ancienne halte de Chalmaison - Everly de la ligne de Paris-Est à Mulhouse-Ville est sur le territoire de Chalmaison ;
- la commune est desservie par les lignes 3201, 3240, 3256, 3257 et 3260 du réseau de bus Provinois - Brie et Seine.

## Toponymie
Le nom de la localité est mentionné sous les formes Averleium en 1177 ; Avelliacum en 1196 ; Avelli vers 1201 ; Avilli vers 1222 (Livre des vassaux) ; Averli en 1271 ; Villa de Avelly au XIVe siècle ; Averly en 1460 ; Evarly en la paroisse de Charlemaison en 1483 ; Averly en la parroisse de Chalemaison en 1507 ; Everly en Brie en 1741.
L'étymologie de ce toponyme s'explique par le nom de personne gallo-romain Averlius et du suffixe -acum qui signifie : la « terre d'Averlius (né en avril) ».

## Histoire
Le terrain actuel d'Everly était un lieu déjà utilisé durant l'Antiquité car se trouvait la fameuse route de l'étain qui était importante pour le commerce à l'époque. On sait toutes ces informations grâce aux vestiges de villae gallo-romaines retrouvés autour du terrain de la commune actuelle, par des fragments de silex, par des restes de sculptures et également par d'anciennes cartes. Le nom d'Everly est mentionné pour la première fois au XIIe siècle sous la forme latinisée Averleium (probablement d'origine gauloise) avec un certain Girard d'Averly (dont on connait peu de traces de son existence ). Girard d'Averly possédait une grande seigneurie s'étendant de Provins à Bray-sur-Seine avec une grande forteresse médiévale qu'il fit bâtir en 1154. Girard d'Averly eut des descendants, notamment Girard II d'Averly qui hérita du château de son père. Au début du XIVe siècle, le domaine et le fief de la cour d'Averly appartient à la famille de Chailly. Au XVe siècle, la veuve de Philippe de Chailly lègue la forteresse à sa cousine, Jeanne de Hémery. La fille de cette dernière épouse Jean Roux, propriétaire et seigneur du château de Sigy. Après les guerres de religion, un certain Gabriel de La Vallée acquiert le domaine et le fait agrandir, modifier, fait construire des écuries encore visibles aujourd'hui, ainsi que de somptueux jardins avec des allées, des parcs, des canaux, des terrasses et des bosquets, ce qui donna naissance à un deuxième château dont la cour s'étendait sur 150 hectares. Plus tard, il y mourut centenaire en 1610. Son petit-neveu Gabriel de La Vallée-Fossez hérita du domaine et il érigea la terre du marquisat et la localité en paroisse en 1626 et agrandit la chapelle sainte Catherine (construite au XIIe siècle) d'Everly en église pendant l'année 1643. En 1655, Antoinette-Louise de Mesme épouse Louis-Victor Rochechouart duc de Vivonne-Mortemart, le frère de la marquise de Montespan qui était la favorite du roi Louis XIV. Quatre générations de Rochechouart vont se succéder jusqu'à la Révolution où le deuxième château fut anéanti. Vers 1850, le comte de Luçay érigea un troisième château mais qui fut victime d'un incendie à la fin du XIXe siècle. Après ce drame, ce dernier fut détruit sous l'ordre du préfet de la Seine en 1896. Le reste du domaine a été abandonné et pratiquement oublié au cours du XXe siècle. C'est seulement à la fin de celui-ci que la commune d'Everly entreprend la restauration des derniers vestiges du domaine des ducs de Mortemart, c'est-à-dire : les bosquets, les douves, les terrasses et le canal de l'ancien château. Cet ensemble constitue le "Miroir". Au cours de l'année 2015, 2016 et 2017, des travaux de restauration de cet espace ont été entrepris avec de nouvelles allées, une aire de jeux, des endroits engazonnés ainsi que de nouveaux arbres plantés pour valoriser le patrimoine de la commune.
Sources :
- Détection loisirs 77, Everly
- Archives communales

## Politique et administration

### Liste des maires
| Période                                  | Période   | Identité          | Étiquette | Qualité      |
| ---------------------------------------- | --------- | ----------------- | --------- | ------------ |
| Les données manquantes sont à compléter. |           |                   |           |              |
| avant 1981                               | 1983      | Jean Mirabal      |           |              |
| mars 1983                                | mars 2014 | Jean-Pierre Petit |           |              |
| mars 2014                                | En cours  | Laurence Guérinot |           | Agricultrice |

## Équipements et services

### Eau et assainissement
L’organisation de la distribution de l’eau potable, de la collecte et du traitement des eaux usées et pluviales relève des communes. La loi NOTRe de 2015 a accru le rôle des EPCI à fiscalité propre en leur transférant cette compétence. Ce transfert devait en principe être effectif au 1er janvier 2020, mais la loi Ferrand-Fesneau du 3 août 2018 a introduit la possibilité d’un report de ce transfert au 1er janvier 2026,.

#### Assainissement des eaux usées
En 2020, la gestion du service d'assainissement collectif de la commune d'Everly est assurée par le SICTEU de Chalmaison, Éverly, Les Ormes sur Voulzie pour la collecte, le transport et la dépollution. Ce service est géré en délégation par une entreprise privée, dont le contrat arrive à échéance le 13 mars 2026,,.
L’assainissement non collectif (ANC) désigne les installations individuelles de traitement des eaux domestiques qui ne sont pas desservies par un réseau public de collecte des eaux usées et qui doivent en conséquence traiter elles-mêmes leurs eaux usées avant de les rejeter dans le milieu naturel. La communauté de communes de la Bassée - Montois (CCBM) assure pour le compte de la commune le service public d'assainissement non collectif (SPANC), qui a pour mission de vérifier la bonne exécution des travaux de réalisation et de réhabilitation, ainsi que le bon fonctionnement et l’entretien des installations,.

#### Eau potable
En 2020, l'alimentation en eau potable est assurée par la commune qui en a délégué la gestion à l'entreprise Suez,,.
Les nappes de Beauce et du Champigny sont classées en zone de répartition des eaux (ZRE), signifiant un déséquilibre entre les besoins en eau et la ressource disponible. Le changement climatique est susceptible d’aggraver ce déséquilibre. Ainsi afin de renforcer la garantie d’une distribution d’une eau de qualité en permanence sur le territoire du département, le troisième Plan départemental de l’eau signé, le 3 octobre 2017, contient un plan d’actions afin d’assurer avec priorisation la sécurisation de l’alimentation en eau potable des Seine-et-Marnais. A cette fin a été préparé et publié en décembre 2020 un schéma départemental d’alimentation en eau potable de secours dans lequel huit secteurs prioritaires sont définis. La commune fait partie du secteur Bassée Montois.

## Population et société

### Démographie
L'évolution du nombre d'habitants est connue à travers les recensements de la population effectués dans la commune depuis 1793. Pour les communes de moins de 10 000 habitants, une enquête de recensement portant sur toute la population est réalisée tous les cinq ans, les populations de référence des années intermédiaires étant quant à elles estimées par interpolation ou extrapolation. Pour la commune, le premier recensement exhaustif entrant dans le cadre du nouveau dispositif a été réalisé en 2005.

En 2022, la commune comptait 570 habitants, en évolution de −4,52 % par rapport à 2016 (Seine-et-Marne : +3,92 %, France hors Mayotte : +2,11 %).
| 1793 | 1800 | 1806 | 1821 | 1831 | 1836 | 1841 | 1846 | 1851 |
| ---- | ---- | ---- | ---- | ---- | ---- | ---- | ---- | ---- |
| 538  | 593  | 518  | 504  | 537  | 538  | 514  | 509  | 512  |

| 1856 | 1861 | 1866 | 1872 | 1876 | 1881 | 1886 | 1891 | 1896 |
| ---- | ---- | ---- | ---- | ---- | ---- | ---- | ---- | ---- |
| 506  | 503  | 513  | 466  | 470  | 440  | 422  | 423  | 401  |

| 1901 | 1906 | 1911 | 1921 | 1926 | 1931 | 1936 | 1946 | 1954 |
| ---- | ---- | ---- | ---- | ---- | ---- | ---- | ---- | ---- |
| 344  | 339  | 305  | 300  | 349  | 363  | 370  | 349  | 339  |

| 1962 | 1968 | 1975 | 1982 | 1990 | 1999 | 2005 | 2006 | 2010 |
| ---- | ---- | ---- | ---- | ---- | ---- | ---- | ---- | ---- |
| 344  | 305  | 287  | 342  | 583  | 569  | 610  | 606  | 591  |

| 2015 | 2020 | 2022 | - | - | - | - | - | - |
| ---- | ---- | ---- | - | - | - | - | - | - |
| 604  | 578  | 570  | - | - | - | - | - | - |

### Sports
- Club de football, Championnat de CDM, Everly FC 1 et 2.

## Économie

### Revenus de la population et fiscalité
En 2017, le nombre de ménages fiscaux de la commune était de 245, représentant 645 personnes et la  médiane du revenu disponible par unité de consommation  de 21 530 euros.

### Emploi
En 2017 , le nombre total d’emplois dans la zone était de 40, occupant 272 actifs  résidants.
Le taux d'activité de la population (actifs ayant un emploi) âgée de 15 à 64 ans s'élevait à 65,9 % contre un taux de chômage de 9,1 %.
Les 24,9 % d’inactifs se répartissent de la façon suivante : 10,1 % d’étudiants et stagiaires non rémunérés, 7,4 % de retraités ou préretraités et 7,4 % pour les autres inactifs.

### Entreprises et commerces
En 2015, le nombre d'établissements actifs était de 26 dont, 1 dans l’industrie, 4 dans la construction, 17 dans le commerce-transports-services divers et 4  étaient relatifs au secteur administratif.
Ces établissements ont pourvu 29 postes salariés.

### Secteurs d'activité

#### Agriculture
Everly est dans la petite région agricole dénommée la « Bassée » ou « Basse Seine », au sud-est du département. En 2010, l'orientation technico-économique de l'agriculture sur la commune est la culture de céréales et d'oléoprotéagineux (COP).
Si la productivité agricole de la Seine-et-Marne se situe dans le peloton de tête des départements français, le département enregistre un double phénomène de disparition des terres cultivables (près de 2 000 ha par an dans les années 1980, moins dans les années 2000) et de réduction d'environ 30 % du nombre d'agriculteurs dans les années 2010. Cette tendance se retrouve au niveau de la commune où le nombre d’exploitations est passé de 5 en 1988 à 1 en 2010. Parallèlement, la taille de ces exploitations augmente, passant de 80 ha en 1988 à 229 ha en 2010.
Le tableau ci-dessous présente les principales caractéristiques des exploitations agricoles d'Everly, observées sur une période de 22 ans : 
|                                      | 1988 | 2000 | 2010 |
| ------------------------------------ | ---- | ---- | ---- |
| Dimension économique,                |      |      |      |
| Nombre d’exploitations (u)           | 5    | 2    | 1    |
| Travail (UTA)                        | 7    | 2    | 2    |
| Surface agricole utilisée (ha)       | 399  | 227  | 229  |
| Cultures                             |      |      |      |
| Terres labourables (ha)              | 371  | s    | s    |
| Céréales (ha)                        | 255  | s    | s    |
| dont blé tendre (ha)                 | 142  | s    | s    |
| dont maïs-grain et maïs-semence (ha) | 82   | s    | s    |
| Tournesol (ha)                       | 31   | s    | s    |
| Colza et navette (ha)                | s    |      |      |
| Élevage                              |      |      |      |
| Cheptel (UGBTA)                      | 19   | 1    | 0    |

## Culture locale et patrimoine

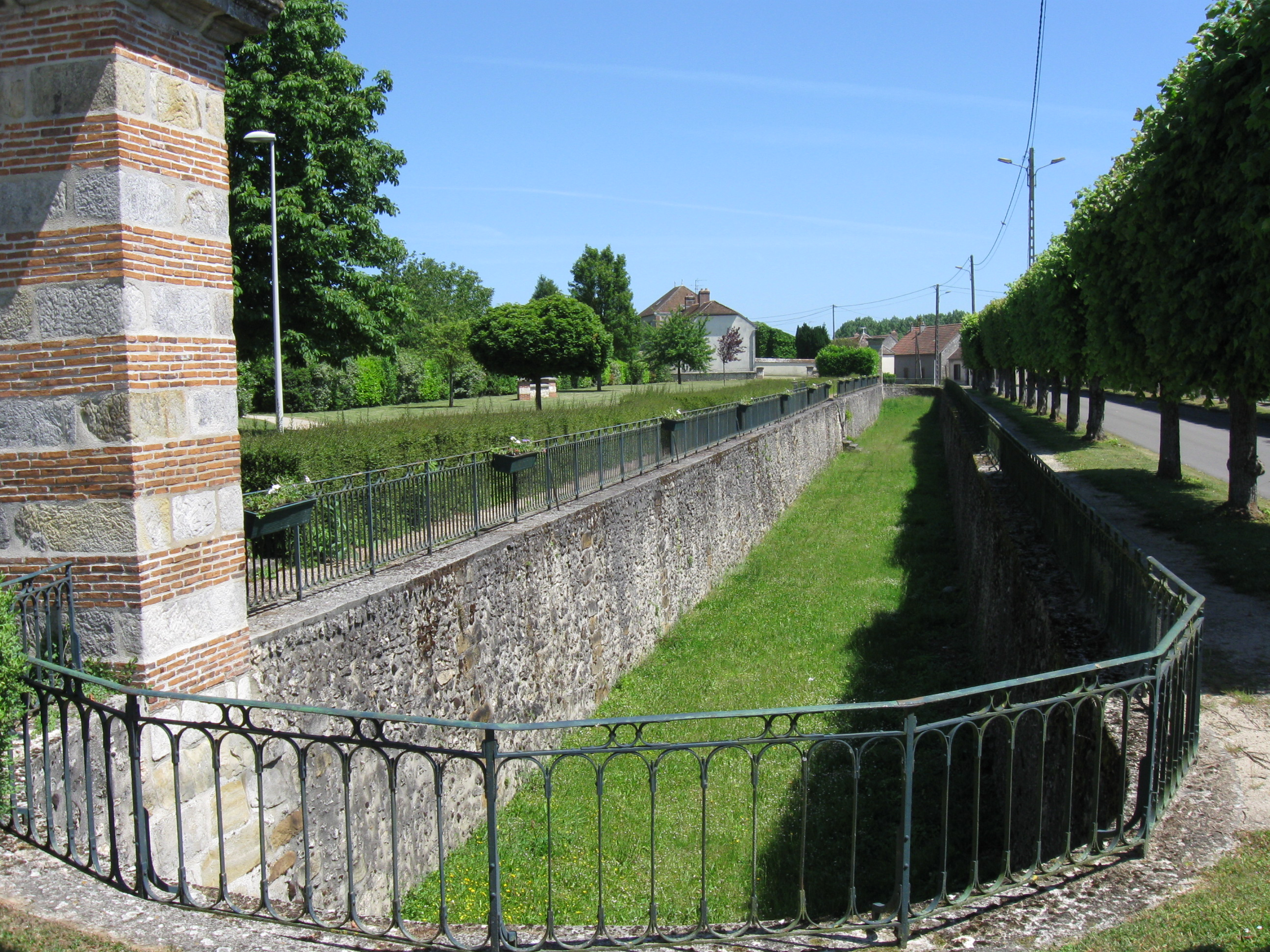
Saut-de-loup, parc de l'ancien château.

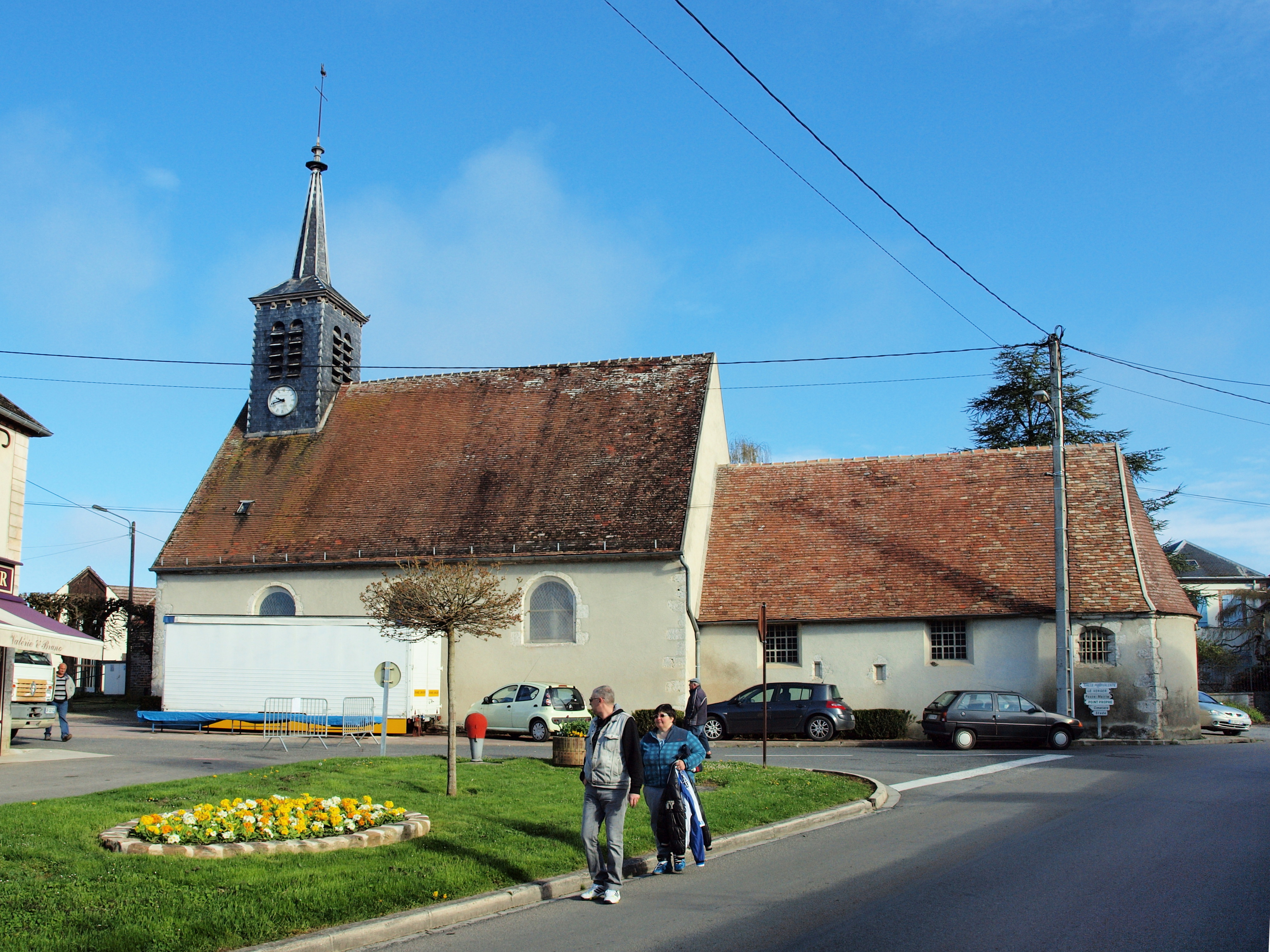
L'église sainte Catherine.

### Lieux et monuments
- Église placée sous le vocable de sainte Catherine, XIIe siècle et XVIe siècle.
- Ferme de la Haye, ancienne dépendance de l'ancien château des ducs de Mortemart, aujourd'hui domaine privé.
- Parc des ducs de Mortemart et jardins dit du Miroir, ancienne dépendance du château aujourd'hui disparu, ouvert au public.
- Bâtiment de la Poste, ancienne école des filles, (1876).
- Lavoir (1860).
- Le sentier de grande randonnée GR 11F traverse la commune.

### Personnalités liées à la commune
- Victurnien-Jean-Baptiste de Rochechouart de Mortemart (1752-1812), officier et homme politique français y est né.
- Victurnien Bonaventure de Rochechouart de Mortemart (1753-1823), officier et homme politique français y est né.
- Adrien de Rougé (1782-1838), homme politique français y est né.
- Claude Villers (1944-2023), journaliste y est né.